# Okinavska plošča
Okinavska plošča je manjša tektonska plošča na severni in vzhodni polobli. Razteza se od severnega konca Tajvana do južnega dela Kjušuja. Na vzhodu leži Jarek Rjukju in Pacifična plošča. Od Plošče Jangce (včasih velja za del Evrazijske plošče) jo loči Okinavska brazda ("trough"). Plošča se premika s hitrostjo 54 mm/leto v smeri jugovzhoda glede na Afriško ploščo.